# Limbo de los patriarcas

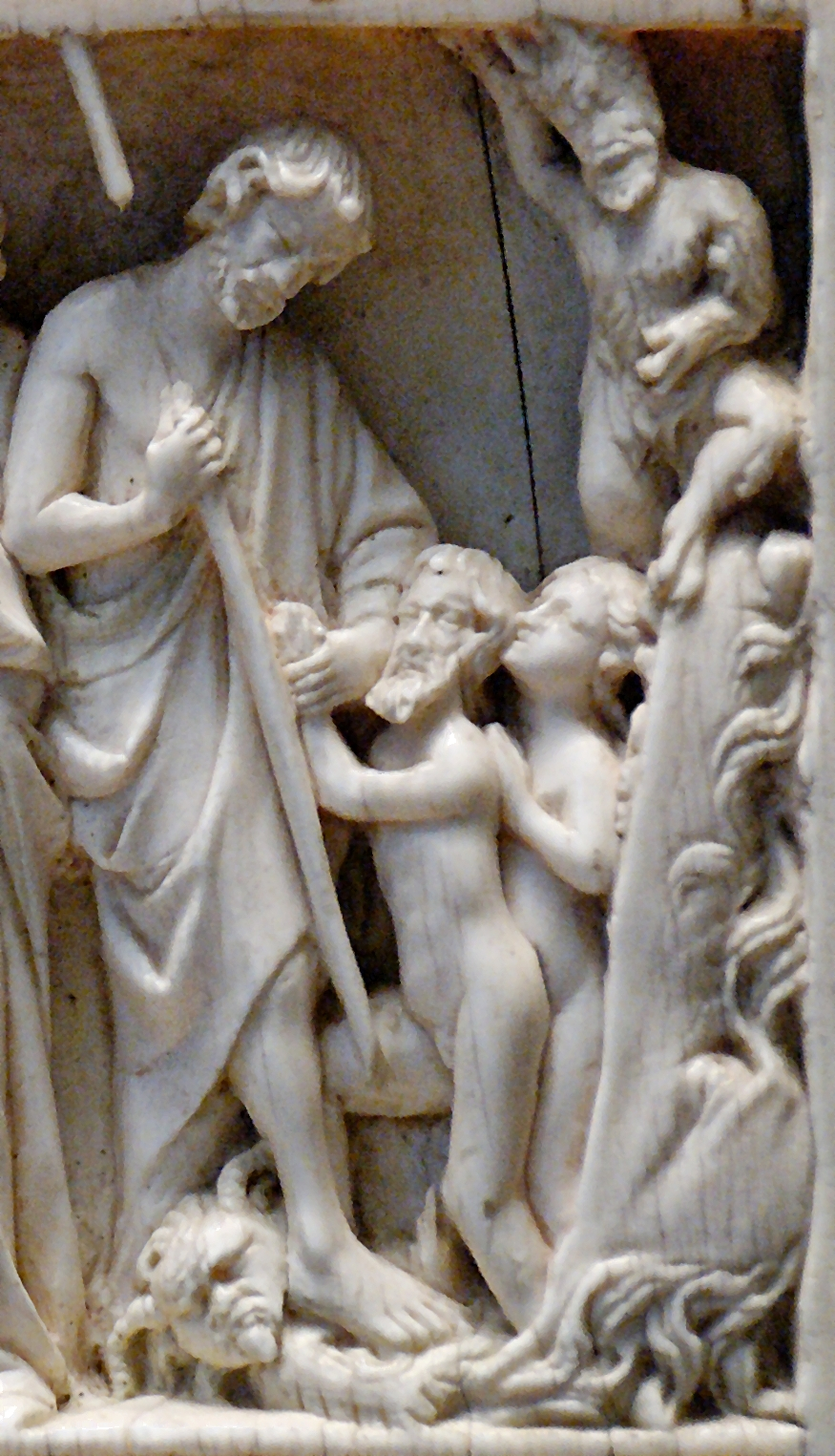
Cristo desciende al limbo, relieve de marfil del (Louvre)

En la teología cristiana el Limbo de los Patriarcas fue el lugar donde residieron las almas de los justos anteriores a la redención de la cruz hasta que fueron rescatados por Jesús resucitado.

## El limbo en el judaísmo
El seno de Abraham o seno de Abrahán es un concepto judaico en el período del segundo templo. 
La locución «seno de Abraham» es común en las fuentes judías. El concepto también aparece en el Apocalipsis de Sofonías, y en el cuarto libro de los Macabeos.
La Parábola del rico y Lázaro (Lucas 16,19-31) contiene muchas conexiones con el judaísmo.

## El limbo en el cristianismo

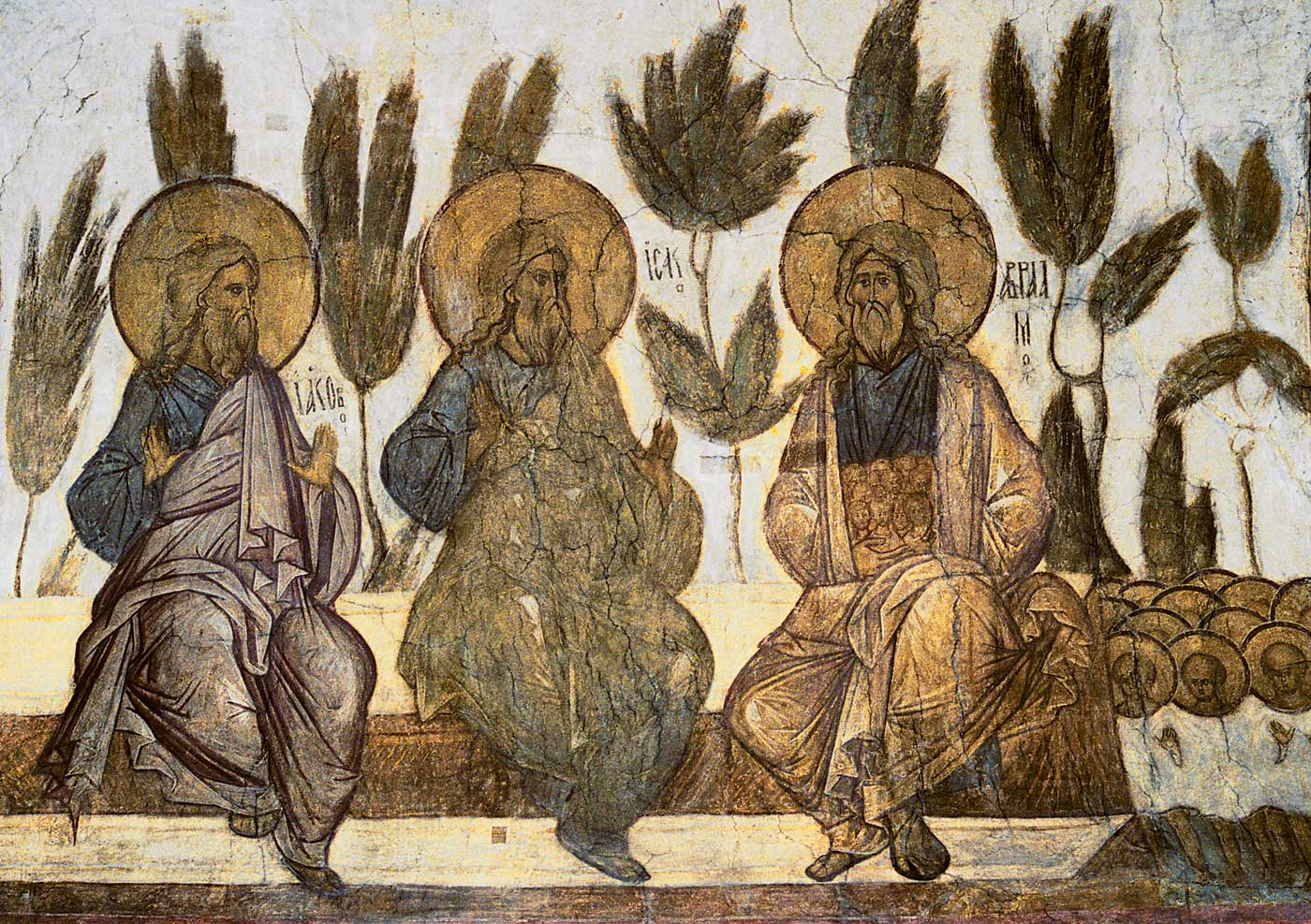
Fresco Seno de Abraham por Daniil Chorny en la Catedral de la Asunción de Vladímir.

La locución «seno de Abraham» fue adoptado por la iglesia primitiva. Tertuliano lo considera como un lugar de espera hasta la resurrección.
Dice Santo Tomás de Aquino: «…los justos del Antiguo Testamento entraban en el limbo de los patriarcas, donde tuvieron que permanecer hasta que Cristo redimió al mundo pagando con su sangre el rescate de la humanidad pecadora».